# علی مولینا (آریزونا)
علی مولینا (به انگلیسی: Ali Molina) یک منطقهٔ مسکونی در ایالات متحده آمریکا است که در شهرستان پیما، آریزونا واقع شده‌است. علی مولینا ۲٫۰۰ کیلومتر مربع مساحت و ۸۶۲ نفر جمعیت دارد و ۸۰۶ متر بالاتر از سطح دریا واقع شده‌است.